# The Cowboy and the Frenchman
The Cowboy and the Frenchman (en español: El vaquero y el francés) es un cortometraje dirigido por David Lynch y protagonizado por Harry Dean Stanton.
El cortometraje surgió a raíz de un viaje que hizo Lynch a París, en el cual Daniel Toscan Du Plantier le ofreció dirigir un capítulo de la serie de TV llamada “Como veo a los franceses” (Les français vus par), producida por la revista francesa Figaro. Este corto aparece en el compilado de DVD The Short Films of David Lynch, lanzado en 2002.

## Sinopsis
El capataz del rancho Slim, casi sordo a causa de dos tiros calibre 30.06 que pasaron demasiado cerca de sus orejas cuando tenía 13 años y medio, observa junto con Peter y Dusty bajar de las montañas a un francés llamado Pierre, que trae consigo su maleta llena de cosas Francesas, Lynch trabaja sobre los estereotipos.

## Elenco
- Harry Dean Stanton ... Slim
- Frederic Golchan ... Pierre
- Jack Nance ... Peter
- Tracey Walter ... Dusty
- Michael Horse ... Broken Feather